# Niphoparmena fuscostriata
Niphoparmena fuscostriata är en skalbaggsart som beskrevs av Stefan von Breuning 1958. Niphoparmena fuscostriata ingår i släktet Niphoparmena och familjen långhorningar. Inga underarter finns listade i Catalogue of Life.